# Nathalie Tauziat
Nathalie Tauziat (Bangui, 17 de Outubro de 1967) é uma ex-tenista profissional francesa.

## Grand Slam finais

### Simples: 1 (1 vice)
| Resultado | Ano  | Campeonato | Piso  | Oponente     | Placar        |
| --------- | ---- | ---------- | ----- | ------------ | ------------- |
| Vice      | 1998 | Wimbledon  | Grama | Jana Novotná | 6–4, 7–6(7–2) |

### Duplas: 1 (1 vice)
| Resultado | Ano  | Campeonato | Piso | Parceira    | Oponentes                  | Placar        |
| --------- | ---- | ---------- | ---- | ----------- | -------------------------- | ------------- |
| Vice      | 2001 | US Open    | Duro | Kimberly Po | Lisa Raymond Rennae Stubbs | 6–2, 5–7, 7–5 |

## WTA finals

### Duplas: 2 (0 título, 2 vices)
| Resultado | Ano  | Local         | Piso        | Parceira        | Oponentes                         | Placar             |
| --------- | ---- | ------------- | ----------- | --------------- | --------------------------------- | ------------------ |
| Vice      | 1997 | New York City | Carpete (I) | Alexandra Fusai | Lindsay Davenport Jana Novotná    | 6–7(5–7), 6–3, 6–2 |
| Vice      | 1998 | New York City | Carpete (I) | Alexandra Fusai | Lindsay Davenport Natasha Zvereva | 6–7(6–8), 7–5, 6–3 |